# Терюшевське повстання
Терюшевське повстання 1743—1745 років — ерзянське повстання, яке відбувалося в Терюшевскій волості Нижегородському повіті Нижегородської губернії. Початком послужив виступ ерзянських громад проти насильницького хрещення та актів публічних наруг над святилищами фіно-угорських народів, проведених єпископом Нижньогородського та Алатирським РПЦ Димитрієм Сеченовим.

## Історія
18 травня 1743 єпископ Нижньогородський та Алатирський РПЦ Димитрій прибув до ерзянського села Сарлей. Побачивши поблизу церкви ерзя-мордовське кладовище з дерев'яними намогильними зрубами, наказав спалити його. Ерзяни, які стихійно зібралися на захист святого місця, атакували групу православних. Єпископу вдалося сховатися у льоху місцевого священика. У листі до губернської канцелярії єпископ зажадав вислати військовий загін, заарештувати і віддати під слідство призвідників, кладовища біля церков і сіл розорити, та заборонити традиційні ерзянські жертвопринесення в рамках культу Інешкіпаза.
Після від'їзду єпископа посилилися розбої російських залог і місіонерських загонів. Керуючий вотчиною викрав близько 20 знатних ерзян, і переслав їх, як заручників, до Нижегородської губернської канцелярії. Єпископ тримав людей під міцною вартою в кайданах і колодках, піддав катуванням. Багатьох із в'язнів глумливо хрестив, занурюючи зв'язаними у купіль, а потім ще й насильно одягав хрест.
Російський уряд замість того, щоб припинити безпричинне насильство, видав указ, згідно з яким оголошувався додатковий рекрутський набір в ерзянських громадах. Рятуючись від карателів, ерзянські чоловіки евакуювалися до лісових масивів, де організовували повстанські загони. На чолі збройних формувань став Несміян Васильєв-Кривий із села Покш Сесь (Велике Сескіно). У священному гаю, неподалік рідного села, інязор Кривий урочисто оголосив про скасування підданства Російської імперії країни Ерзянь Мастор. Під його керівництвом ерзянські війська завдали поразки російським залогам при селі Романиха і Борцове. Владу інязора Кривого визнавали нові ерзянські громади, зокрема до війська влився голова села Клеїха — Пурмас. Він очолив постачання війська.
До Ерзянь Мастор були спрямовані нові загони — гренадерські і драгунські підрозділи під командуванням генерал-майора Стрешнева і прем'єр-майора Юнгера.
26 листопада 1743 погано озброєні повстанці були розбиті. Втрати ерзянського війська склали: убитими 74 воїна, поранено 30, взято в полон 130 солдатів. Несміян Васильєв був засуджений до спалення, його помічник Пурмас Семенов — до іншої страти. Але російська імператриця Єлизавета Петрівна, злякавшись масштабів ерзянського опору, 15 липня 1744 замінила страту довічною каторгою в Сибіру.
З огляду на очевидну провокативність дій російського єпископа, окупанти не ризикнули розгорнути тотальні репресії. Арештам, тортурам та висилкам піддано лише 282 осіб — безпосередніх учасників боїв. До середини 1745 року були придушені останні спалахи Терюшевського повстання.